# Oppidum du Châtelard (Jabreilles-les-Bordes)
Pour les articles homonymes, voir Oppidum du Châtelard.
L'oppidum du Châtelard est un site archéologique situé à Jabreilles-les-Bordes, en France.

## Localisation
L'oppidum est situé dans le département français de la Haute-Vienne, sur la commune de Jabreilles-les-Bordes, au lieu-dit du Châtelard.

## Historique
L'oppidum date du second âge du fer.
Il permettait de surveiller le col de La Roche, qui a revêtu – peut-être au temps de l’activité des mines – une importance stratégique.
L'édifice est inscrit au titre des monuments historiques en 1984.